# Toxocarpus aurantiacus
Toxocarpus aurantiacus là một loài thực vật có hoa trong họ La bố ma. Loài này được C.Y. Wu miêu tả khoa học đầu tiên năm 1974.